# Trùng trục Trung Quốc
Trùng trục Trung Quốc hay trùng trục Agemaki (Danh pháp khoa học: Sinonovacula constricta) là một loài trùng trục trong chi Sinonovacula thuộc họ Pharidae. 

## Phân bố
Trùng trục phân bố ở vùng biển phía Tây Thái Bình Dương từ Trung Quốc, Nhật Bản, Hàn Quốc đến Việt Nam. Ở Việt Nam, trùng trục phân bố tự nhiên ở các bãi triều cửa sông, rừng ngập mặn, các vịnh có nước ngọt chảy vào, nơi ít sóng gió có nền đáy cát bùn, bùn cát, bùn nhuyễn dọc theo các tỉnh ven biển từ Quảng Ninh, Hải Phòng, Thái Bình, Nam Định, Thanh Hóa, Nghệ An, Bình Thuận, Vung Tàu, Cà Mau.
Trùng trục là một đối tượng nuôi tại các bãi triều ở Trung Quốc từ 500 năm trước và chủ yếu được nuôi ở khu vực phía Đông Nam. Trong những năm gần đây, ngư dân từ tỉnh Sơn Đông quan tâm đến loài hai mảnh vỏ này và đã thiết lập các hình thức nuôi. Hiện nay có hơn 21.000 ha phục vụ cho nghề nuôi trùng trục ở Trung Quốc. Năm 1988, sản lượng trùng trục thu hoạch được hơn 140.000 tấn đến năm 2003 thu được 672.402 tấn. 

## Đặc điểm
Trùng trục có cơ thể dẹp, hai bên và đối xứng. Phần đầu tiêu giảm, chân hình lưỡi rìu, khi di chuyển chân thò ra ngoài. Xoang màng áo phát triển. Vỏ gồm có 2 mảnh, chứa toàn bộ cơ thể. Chân có thể thò ra ngoài nhờ hoạt động phối hợp của duỗi cơ chân và áp suất của dịch trong chân, chân thụt vào nhờ hoạt động của cơ co chân.
Trùng trục Trung Quốc là loài có giá trị dinh dưỡng cao. Thành phần các chất chính trong phần thân mềm được xác định theo khối lượng khô gồm protein 60%, lipid 9,1%, glucid 25%, tro 10,8%, calci 1,1% và các loại amino acid không thay thế. Chúng có tốc độ tăng trưởng nhanh, thời gian nuôi ngắn 8 - 10 tháng. Tỷ lệ phần thịt cao đạt từ 50 - 70% khối lượng cơ thể. 

## Vòng đời

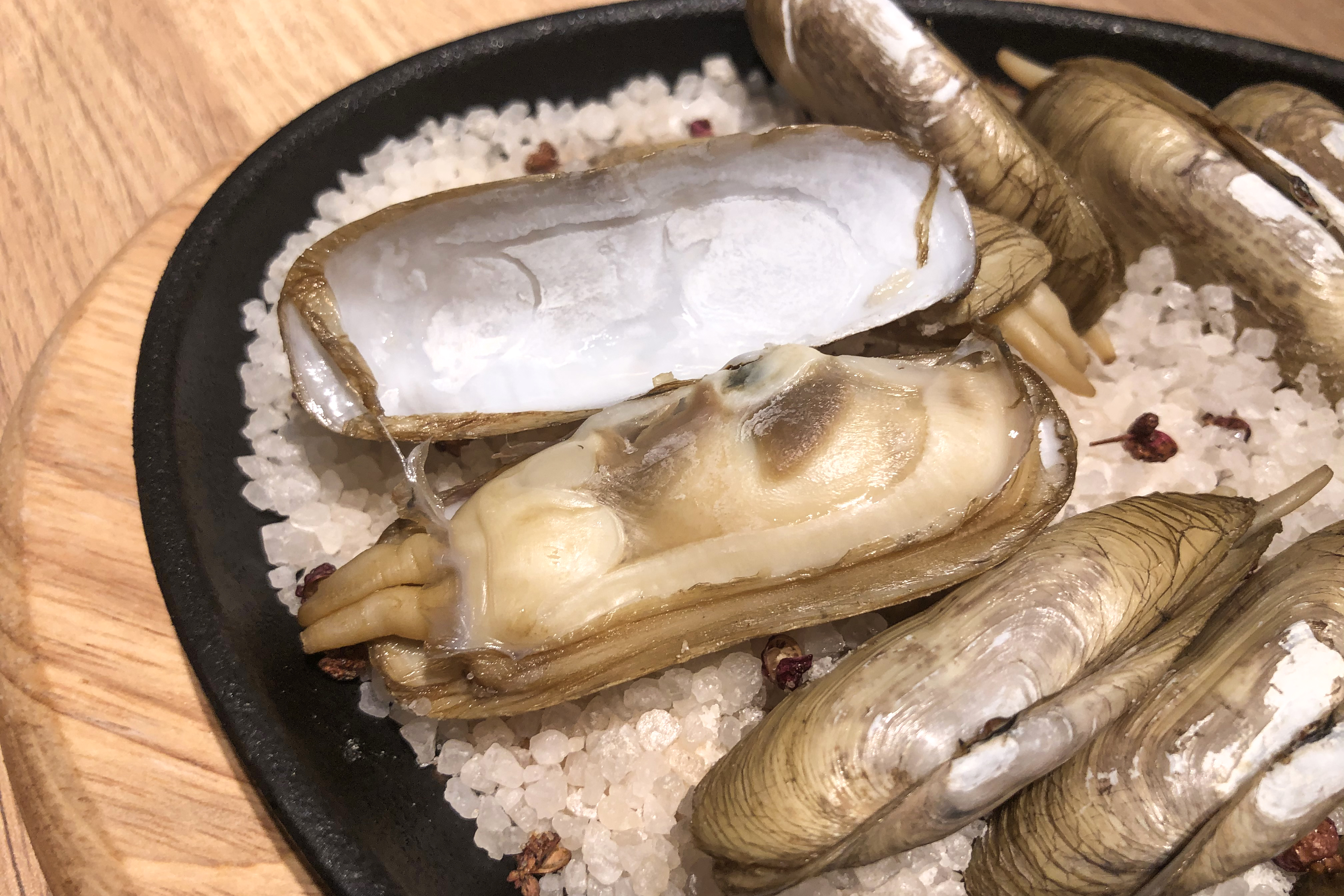
Salt-baked Duotou clams, a famous Putian dish

Sức sinh sản của trùng trục bố mẹ lớn, ấu trùng sinh trưởng và phát triển tốt trong điều kiện nhiệt độ từ 10 - 32oC và độ mặn từ 4 - 28‰. Vòng đời phát triển của trùng trục cũng giống như đa số các loài động vật thân mềm khác, vòng đời của chúng được chia thành hai giai đoạn sống rõ rệt: giai đoạn sống trôi nổi (giai đoạn ấu trùng phù du) và giai đoạn sống đáy (giai đoạn con giống và giai đoạn con trưởng thành). Giai đoạn ấu trùng được bắt đầu từ ấu trùng Trochophora (8 giờ 50 phút sau khi thụ tinh) đến tiền Spat, ở giai đoạn này ấu trùng sống trôi nổi, bơi lội tự do trong nước.